# William Goddard
William Andrew Goddard III (nacido el 29 de marzo de 1937) es el Profesor Charles y Mary Ferkel de Química y Física Aplicada, y Director del Centro de Simulación de Materiales y Procesos del Instituto de Tecnología de California. Obtuvo su licenciatura en la Universidad de California, Los Ángeles, en 1960 y su doctorado en el Instituto de Tecnología de California en 1965.[Después de su doctorado permaneció en el Instituto de Tecnología de California como investigador Arthur Amos Noyes (1964-1966), profesor de Química Teórica (1967-1978) y profesor de Química y Física Aplicada (1978-).

## Biografía
William A. Goddard III nació en El Centro California y vivió sus primeros años en ciudades agrícolas de toda California (El Centro, Delano, Indio, Lodi, Oildale, MacFarland, Firebaugh, también Yuma AZ), donde su padre hizo las cajas de madera utilizadas para enviar productos agrícolas. Siempre soñó con vivir en Los Ángeles y se convirtió en estudiante en UCLA (BS Engineering, junio de 1960) y en estudiante de posgrado en Caltech (doctorado en Ciencias de la Ingeniería (menor en Física), octubre. 1964]. Se unió a la facultad de química de Caltech en noviembre de 1964, donde permanece hoy como profesor e investigador.
Goddard ha hecho muchas contribuciones a la química teórica, como el método de enlace de valencia generalizada (GVB) para los cálculos de la estructura electrónica ab initio y el campo de fuerza ReaxFF para simulaciones de dinámica molecular clásica.
Es miembro de la Academia Internacional de Ciencias Moleculares Cuánticas y de los EE. UU. Academia Nacional de Ciencias.
En agosto de 2007, la American Chemical Society, en su convención nacional bianual, celebró el 70 cumpleaños de Goddard con un simposio de 5 días titulado «Predicciones a la vista en química teórica».
Hasta noviembre de 2017, Goddard ha publicó 1160 artículos revisados por pares.